# Liste der Kulturdenkmale in Fedderingen
In der Liste der Kulturdenkmale in Fedderingen sind alle Kulturdenkmale der schleswig-holsteinischen Gemeinde Fedderingen (Kreis Dithmarschen) aufgelistet (Stand: 10. März 2025).

## Legende
In den Spalten befinden sich folgende Informationen:
- Objekt-ID: die Nummer des Kulturdenkmales
- Lage: die Adresse des Kulturdenkmales und die geographischen Koordinaten. Kartenansicht, um Koordinaten zu setzen. In der Kartenansicht sind Kulturdenkmale ohne Koordinaten mit einem roten Marker dargestellt und können in der Karte gesetzt werden. Kulturdenkmale ohne Bild sind mit einem blauen Marker gekennzeichnet, Kulturdenkmale mit Bild mit einem grünen Marker.
- Offizielle Bezeichnung: Bezeichnung des Kulturdenkmales
- Beschreibung: die Beschreibung des Kulturdenkmales
- Bild: ein Bild des Kulturdenkmales

## Bauliche Anlagen
| Objekt-ID      | Lage                                         | Offizielle Bezeichnung       | Beschreibung | Bild                             |
| -------------- | -------------------------------------------- | ---------------------------- | --- | -------------------------------- |
| 51752          | Am Dingdang 5 (54° 16′ 50″ N, 9° 7′ 52″ O)   | Wohn- und Wirtschaftsgebäude | Wohn- und Wirtschaftsgebäude; im Kern 1859, 1871; freistehender, eingeschossiger Gelbziegelbau mit reetgedecktem Walmdach, Zwerchhaus und hinter zwei Säulen eingezogenem Eingang; im Inneren zwei Räume mit Fliesenspiegeln - Begründung: geschichtlich, Kulturlandschaft prägend - Schutzumfang: Wohn- und Wirtschaftsgebäude, - Denkmaltyp: Bauliche Anlage | BW                               |
| 11245 Wikidata | Am Kattberg 5 (54° 16′ 47″ N, 9° 7′ 49″ O)   | Wohn- und Wirtschaftsgebäude | Alteintragung (Aktualisierung vorgesehen) - Begründung: geschichtlich, wissenschaftlich, Kulturlandschaft prägend - Schutzumfang: gesamtes Objekt - Denkmaltyp: Bauliche Anlage | weitere Fotos \| Fotos hochladen |
| 13106 Wikidata | Mittelstraße 18 (54° 16′ 59″ N, 9° 7′ 37″ O) | Geburtshaus H. R. Claussen   | Geburtshaus H. R. Claussen Alteintragung (Aktualisierung vorgesehen) - Begründung: geschichtlich, städtebaulich - Schutzumfang: gesamtes Objekt - Denkmaltyp: Bauliche Anlage | weitere Fotos \| Fotos hochladen |

## Quelle
- Liste der Kulturdenkmale in Schleswig-Holstein – Kreis Dithmarschen (PDF)

- Karte mit allen Koordinaten:
- OSM |
- WikiMap